# Alfa Romeo 12C
El Alfa Romeo 12C o Tipo C era un coche de Grandes Premios con motor de 12 cilindros. Desarrollado por Alfa Romeo para la temporada de 1936 como respuesta a la preponderancia que habían adquirido las flechas plateadas de las escuderías germanas Mercedes Benz y Auto-Union, tuvo una corta vida en los circuitos, pese a anotarse algunas importantes victorias en 1936 y 1937.

## Historia

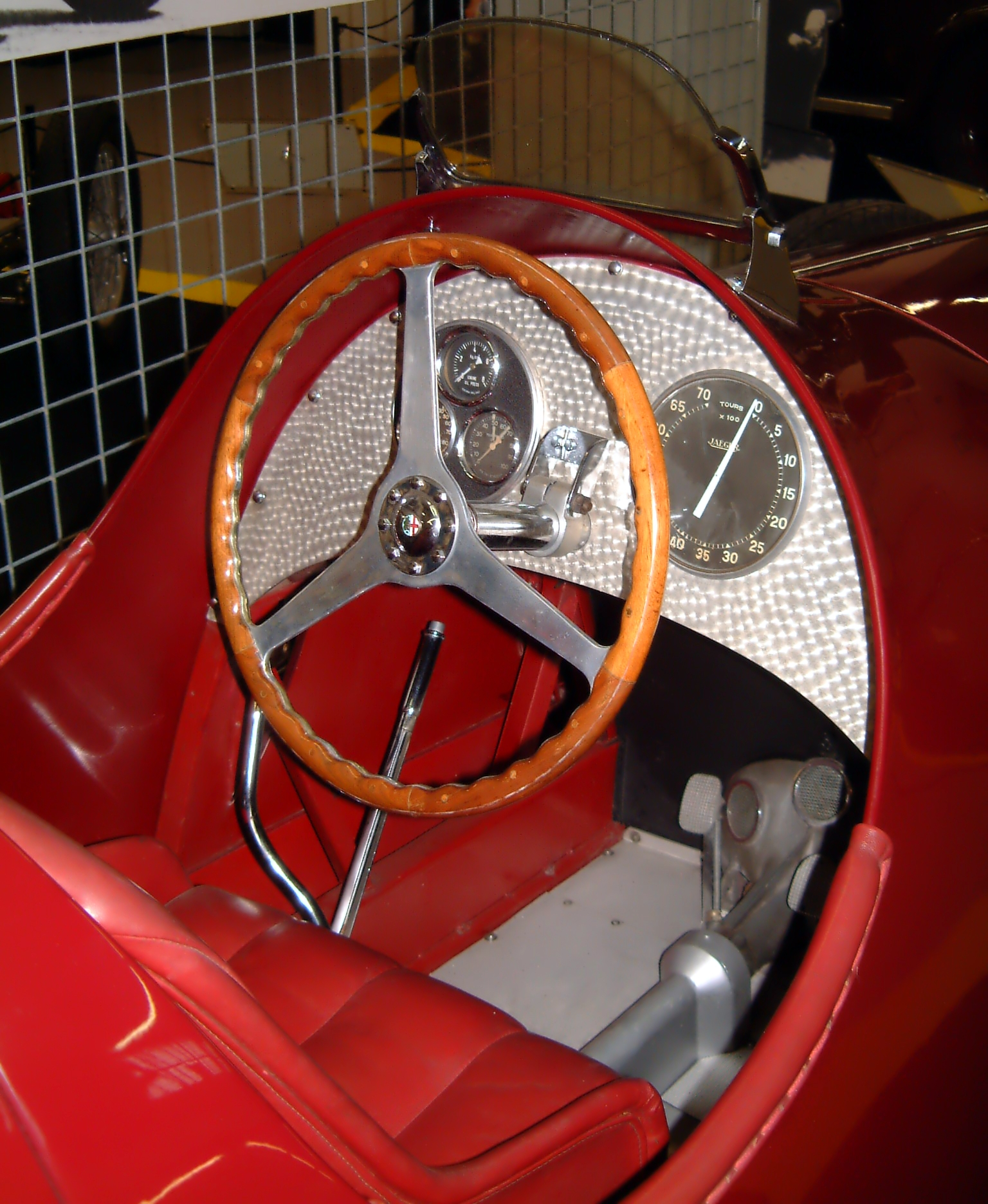
Habitáculo de un Alfa Romeo 12C-36

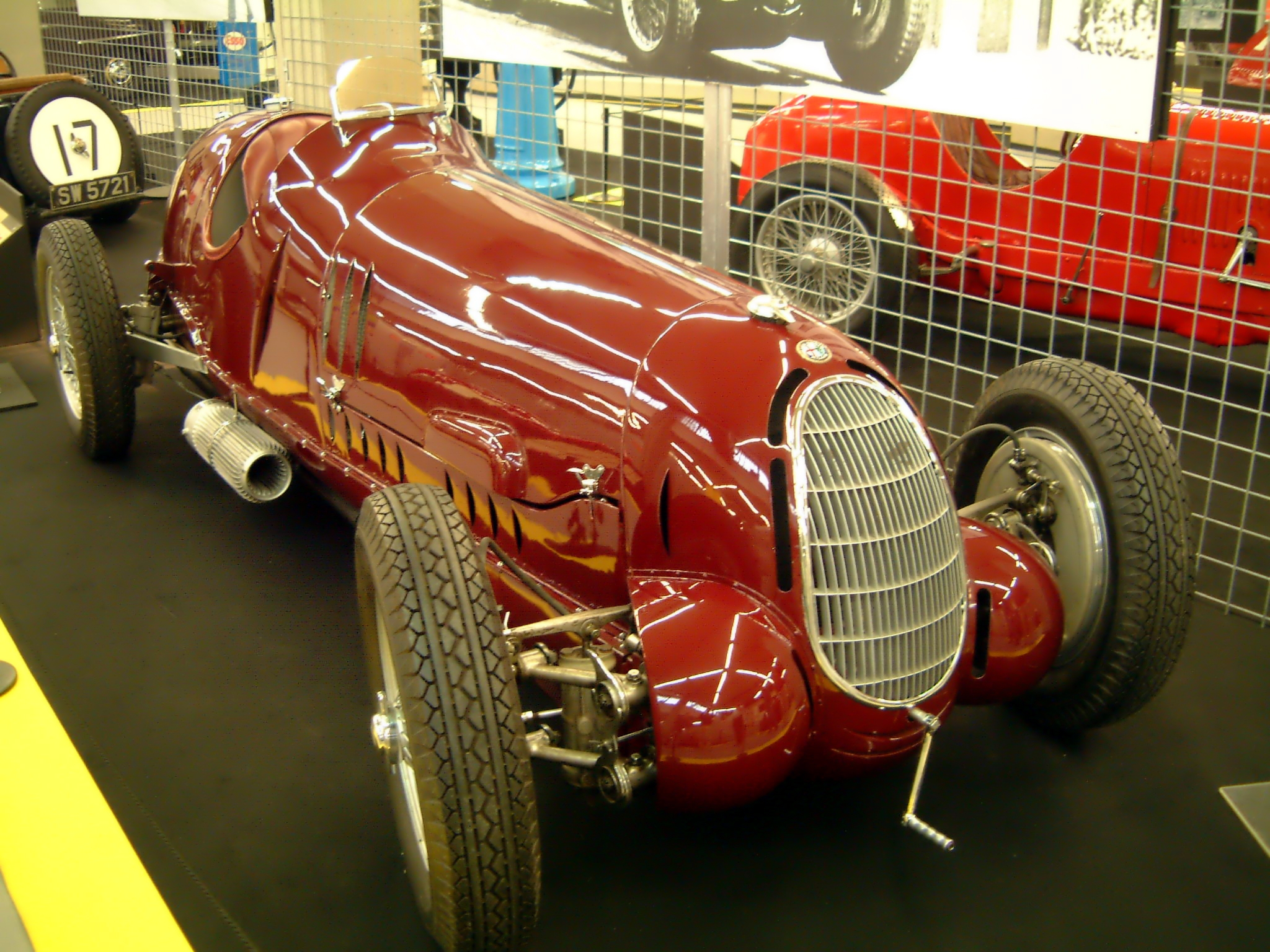
Alfa Romeo 12C-36

El 12C-36 hizo su debut en el Gran Premio de Trípoli de 1936. Era un Tipo C equipado con el nuevo motor V12, en vez del propulsor de 3.8 litros y 8 cilindros en línea del Alfa Romeo 8C. Para el 12C-36 se utilizaron los seis chasis existentes del Tipo C.
Por su parte, el 12C-37 hizo su aparición en la Coppa Acerbo de 1937. Era un coche completamente nuevo, con un chasis más bajo y un motor ampliado a 4475 cc, dotado con cojinetes en vez de casquillos, y con dos compresores volumétricos más pequeños en vez de uno solo grande. El coche resultó poco competitivo, y no pudo ser revisado a tiempo para el Gran Premio de Italia de 1937, convirtiéndose en una decepción. Este fracaso es señalado como la razón para la dimisión del ingeniero Vittorio Jano de Alfa Romeo al final de 1937.
Se construyeron cuatro unidades del 12C-37, a pesar de que de hecho solo dos estuvieron listos en 1937 para la Coppa Acerbo y para el Gran Premio de Italia. A principios de 1938, el chasis del Tipo C (8C-35, 12C-36) se modificó al Alfa Romeo Tipo 308, con el motor de ocho cilindros en línea situado más bajo en el chasis y una carrocería completamente nueva. Los cuatro chasis restantes del 12C-37 fueron montados como 312 (con motores V12 reducidos a 3 litros) y como 316 (con propulsores V16 obtenidos de dos motores 158 acoplados sobre el mismo cigüeñal).

## Victorias principales
- 1936 Gran Premio de Penya Rhin, Tazio Nuvolari
- 1936 GP de Milán, Tazio Nuvolari
- 1936 GP de Módena, Tazio Nuvolari
- 1936 Copa Vanderbilt, Tazio Nuvolari
- 1937 GP de Milán, Tazio Nuvolari
- 1937 GP Valentino, Antonio Brivio
- 1937 GP de Nápoles, Giuseppe Farina
- 1937 GP de Génova, Carlo Felice Trossi

(Todas con el 12C-36)